# لينا فوجي
لينا فوجي (باليابانية: 藤井リナ؛ بالكانا: ふじい リナ) هي مغنية وعارضة يابانية، ولدت في 2 يوليو 1984 في كاواساكي في اليابان.

## وصلات خارجية
- لينا فوجي على موقع IMDb (الإنجليزية)
- لينا فوجي على موقع ميوزك برينز (الإنجليزية)
- لينا فوجي على موقع ديسكوغز (الإنجليزية)